# 室田淳
室田 淳（むろた きよし、1955年7月26日 - ）は、群馬県出身のプロゴルファー。 

## 経歴
- 群馬県新田郡藪塚本町（現・太田市）出身。父は旧藪塚本町の教育長を務める。同郷の先輩には中島常幸がいる。
- 群馬県立太田高等学校卒。太田高校では野球部の主力投手で活躍。
- 日本体育大学入学後、ゴルフをはじめる
- 1982年 プロ転向
- 1991年 ブリヂストン阿蘇オープンでツアー初優勝
- 1992年 日経カップ 中村寅吉メモリアルで優勝
- 1994年 フジサンケイクラシックで優勝
- 1996年 スランプに陥り、賞金シード権を逃す
- 1999年 賞金シードに返り咲く
- 2001年 カシオワールドオープン優勝
- 2002年 静岡オープン優勝
- 2003年 三井住友VISA太平洋マスターズ優勝
- 2006年 ファンケルクラシック、アデランスウェルネスオープン優勝
- 2007年 ファンケルクラシック優勝
- 2011年 日本シニアオープンゴルフ選手権競技優勝
- 2013年 日本シニアオープンゴルフ選手権競技優勝
- 2015年 スターツシニアゴルフトーナメント優勝